# Modstrid (matematik)
Bevis ved modstrid, der på latinsk kaldes reductio ad absurdum, som betyder "reduktion til meningsløshed", er en bevisteknik, der ofte anvendes i matematikken. Metoden foregår således, at man antager det udsagn, man vil vise er sandt ved at bevise at det modsatte er falsk og på basis af det opnå en modstrid. Derefter kan konkludere, at udsagnet må være sandt. Et eksempel kunne være at konkludere at kvadratrod 2 er et irrationalt tal ved at bevise det ikke er rationalt. Korrektheden af metoden kan vises ved at opstille en sandhedstabel for følgende to udsagn
A og (¬A) ⇒ (B ∧ ¬B)
hvor både A og B begge er udsagn.
| A | ⇔ | (¬A) | ⇒ | (B | ∧ | ¬B) |
| - | - | ---- | - | -- | - | --- |
| 0 | 1 | 1    | 0 | 0  | 0 | 1   |
| 0 | 1 | 1    | 0 | 1  | 0 | 0   |
| 1 | 1 | 0    | 1 | 0  | 0 | 1   |
| 1 | 1 | 0    | 1 | 1  | 0 | 0   |

Sandhedstabellen viser at disse udsagn er ækvivalente, altså de har samme betydning. Dette kan ses på tabellen i søjlen for ⇔ hvor der er rene 1'er; dvs. altid sand.

## Eksempel på et bevis ved modstrid
- Et af de første beviser ved modstrid er Euclids bevis for at der findes uendeligt mange primtal.
- At {\displaystyle {\sqrt {2}}} er et irrationalt tal bevises ofte ved modstrid.

| Matematik | Spire Denne artikel om matematik er en spire som bør udbygges. Du er velkommen til at hjælpe Wikipedia ved at udvide den. |

| filosofi | Spire Denne filosofiartikel er en spire som bør udbygges. Du er velkommen til at hjælpe Wikipedia ved at udvide den. |